# Emmeran de Ratisbonne
Saint Emmeran de Ratisbonne (autres formes : Emmeramus, Emmeram, Emeran, Heimrammi, Haimeran, ou Heimeran), né à Poitiers, fut un évêque chrétien et un martyr. Mort assassiné sans doute en 652 et enterré à Ratisbonne, il donna son nom à l'abbaye Saint-Emmeran. Dans le calendrier catholique, il est fêté le 22 septembre. D'autres datations mentionnent pour sa mort les années 685, 690 ou 692, et même 715

## Apostolat
L’évêque de Poitiers Emmeran entreprit vers le milieu du VIIe siècle un voyage missionnaire. Parti d'Aquitaine, et ayant fait nommer l'évêque Ansoald pour lui succéder, il se fit ermite pour évangéliser la Bavière. Remontant la vallée du Danube, il se rendit auprès du prince Agilolfing de Ratisbonne, le duc Théodon Ier. Aux honneurs de la cour, il aurait préféré poursuivre son voyage pour évangéliser la Hongrie, mais à l'invitation du duc, il demeura dans le pays pour y enraciner la foi chrétienne.
Trois ans plus tard, la fille du duc, Uta (de), vint se confesser auprès de lui : amante d'un ministériel, elle venait de donner le jour à un enfant qu'elle supplia le prélat de reconnaître comme son fils à lui. Emmeran se rendit donc à Rome pour répondre de ce crime, puis repartit à Ratisbonne pour demander la clémence du duc.
Mais entre-temps la princesse Uta avait révélé toute l'affaire à son père. Pour sauver l'honneur de sa sœur, le prince Lantpert (appelé Landfried dans de nombreuses sources documentaires) entreprit de poursuivre l'ermite Emmeran, dont la fuite à l'étranger lui semblait un aveu de culpabilité. Le 22 septembre 652, Lantpert et ses hommes mirent la main sur l'évêque franc dans le village d'Isinisca (aujourd'hui Kleinhelfendorf, un village paroissial (de) de la commune d'Aying en Haute-Bavière) un peu au sud-est de Munich, le long de la Via Julia, qui est la voie romaine Salzbourg–Augsbourg, et plus largement Lutèce–Constantinople. Il le fit attacher à une échelle, démembrer vif, puis décapiter.  

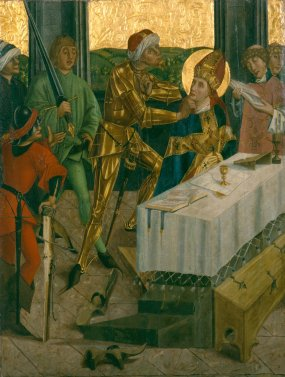
Martyre d'Emmeran de Ratisbonne, panneau sur bois, musée diocésain d'Eichstätt.

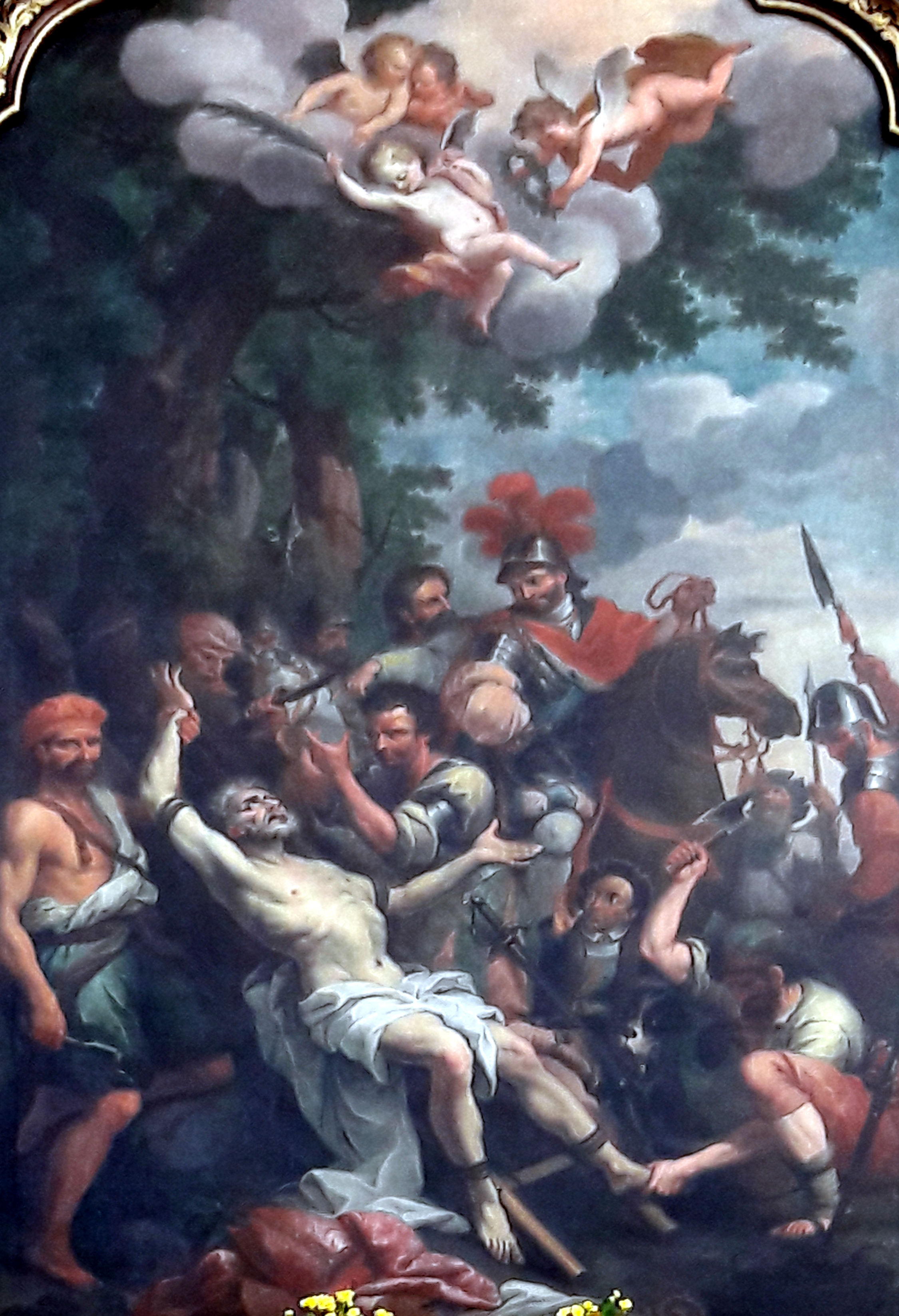
Le martyre de saint Emmeran, église de Spalt, Allemagne.

Mais selon l'hagiographie, ses compagnons Vitalis et Wolflete l'auraient retrouvé agonisant dans son sang et auraient tenté de le ramener à Aschheim pour le sauver : Emmeran serait mort alors qu'ils traversaient Feldkirchen. La légende ajoute que juste après l'enterrement du prélat à Aschheim, un déluge de quarante jours se serait abattu sur le pays.
Lorsqu'il apprit le fin mot de l'histoire, le duc Théodon ordonna qu'on exhume les cendres d'Emmeran pour les déposer solennellement dans l'église Saint-Georges de Ratisbonne. Cent ans plus tard, l'évêque Gaubald (ou Gawibald, † 761) fit déposer son sarcophage dans la nouvelle crypte de l’abbaye royale Saint-Emmeran, qu'il consacra par la même occasion. La tradition ecclésiastique rapporte que le sarcophage ayant été chargé sur un radeau pour descendre l'Isar, l’embarcation aurait miraculeusement remonté le courant comme pour retourner à Ratisbonne.
L’Abbaye Saint-Emmeran fut un sanctuaire actif jusqu'à la sécularisation. Ce monastère bénédictin fut pendant des siècle un haut-lieu du savoir (surtout pour les sciences naturelles) en Occident. L'un de ses plus illustres moines est l'érudit Johannes Aventinus.

## L'ermitage de Feldkirchen
Un ermitage actif pendant près d'un millénaire a vu le jour autour d'une chapelle à l'intitative d'un moine du nom de Stiftinc. Il donnait l'école aux enfants des villages voisins : Feldkirchen, Heimstetten, Aschheim, Hausen, Kirchheim et Oberndorf. On leur enseignait à lire, écrire et calculer. Le dernier ermite, Maître Humpmayr, est mort d'une thrombose en 1804 à 81 ans ; après lui, l'ermitage Saint-Emmeran disparut par suite de la sécularisation. Les bâtiments conventuels furent revendus pour 300 florins à un carrier. Une petite chapelle subsiste, qui avait été édifiée en 1842 à l'emplacement réputé de la mort de saint Emmeran. L'église Saint-Laurent d'Oberföhring possède un autel qui lui est consacré. L'église Saint-Pierre-et-Saint-Paul d'Aschheim commémore l'apôtre par un ex voto et le temple Walhalla, près de Ratisbonne, lui consacre une plaque.